# Stadhuis van Bloemfontein
Het Stadhuis van Bloemfontein (ook Bloemfontein-stadsaal, Engels: Bloemfontein City Hall) is het gebouw in Bloemfontein waar de gemeenteraad van Bloemfontein vergadert. Het gebouw is in 1935 voltooid en in 2017 door toedoen van vandale afgebrand. Het gebouw ligt aan de President Brandstraat in het centrum van Bloemfontein, naast het Appèlhof van Zuid-Afrika en tegenover het Hertzogplein.

## Gebouw
Het aangezicht van het gebouw bestaat uit zandsteen en is ontworpen deur Gordon Leith. De ingang aan de President Brandstraat heeft een symmetrisch ontwerp met twee torens. Zuilen geven de oostelijke ingang zijn neoclassicistische elementen. Schuin boven de ingang, in het midden van het symmetrische ontwerp, hangen twee bordjes met de aanduiding Stadhuis en City Hall. Boven deze bordjes hangt ook het voormalige wapen van Bloemfontein.
Het interieur van het stadhuis is uitgevoerd in Italiaanse houtstijl. Dit komt het best naar voren in de grote zaal, de stadsaal, direct achter de hoofdingang aan de President Brandstraat.
Gedurende de jaren 80 van de twintigste eeuw is schuin achter het gebouw een nieuw gemeentelijk kantoorgebouw opgericht. Ook na de gemeentelijke herindelingen van 2000 en 2011 wordt het stadhuis nog steeds gebruikt door de plaatselijke overheden.

## Verwoesting en restauratie
Op 21 juni 2017 is het gebouw volledig door brand verwoest. De brand werd aangestoken tijdens een protest van de Vakbond van Zuid-Afrikaanse gemeenteambtenaren, die het gebouw eerder op de dag bezet hadden. Door de brand zijn ook de gemeentelijke archieven, die in het gebouw opgeslagen lagen, verloren gegaan.
Tijdens de brand is het dak en het grootste deel van het gebouw verwoest. De muren en de vloer hadden hadden de brand echter overleefd.
Na de brand werd het gebouw weer opnieuw opgebouwd en gerestaureerd. Het herstelwerk kostte 32 miljoen rand (circa 2 miljoen euro). Sommige materialen werden niet meer in Zuid-Afrika vervaardigd en moesten uit het buitenland geïmporteerd worden.